# Chip E.

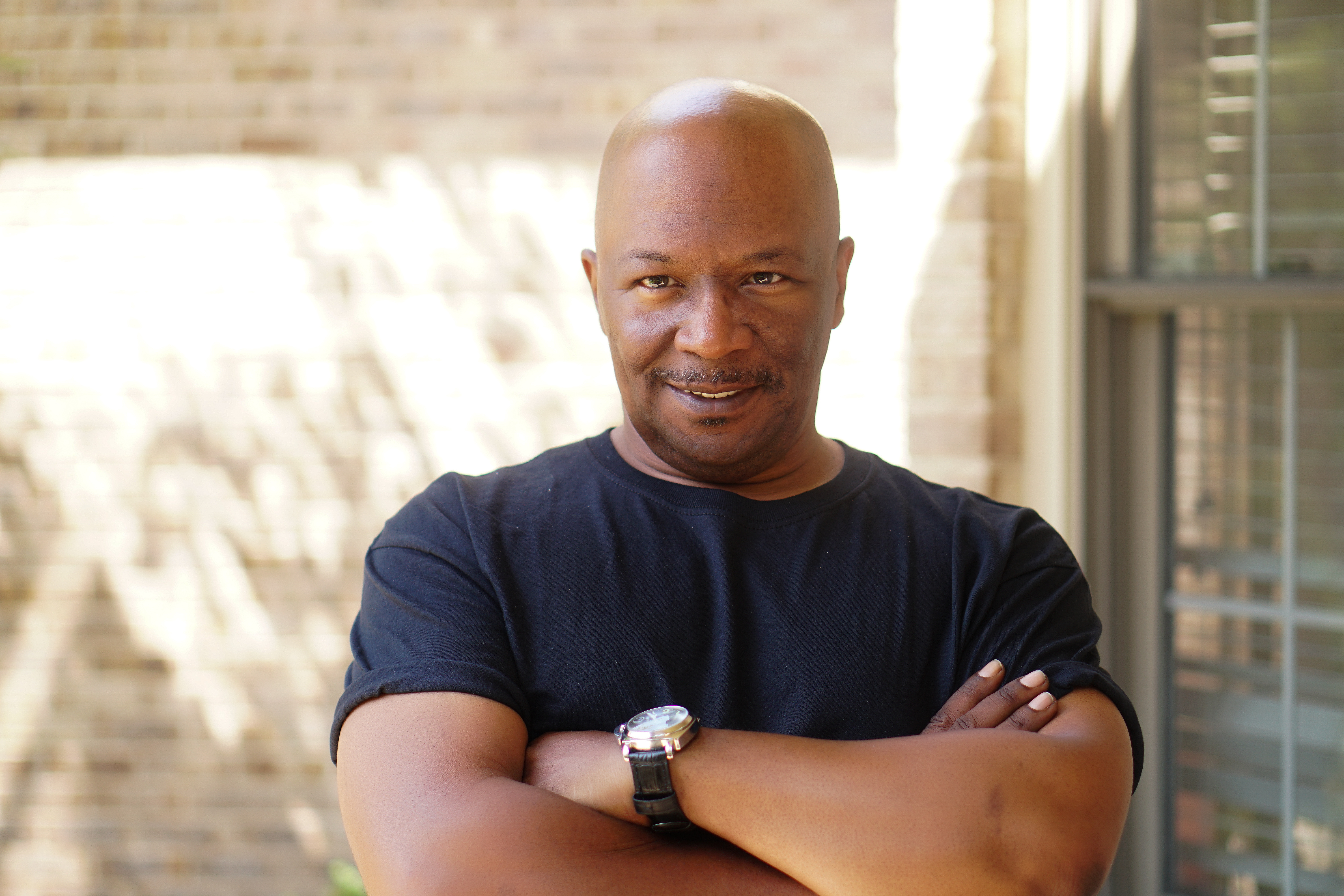
Chip E. (2018)

Irwin Larry Eberhart II (* 1966 in Chicago, Illinois, Vereinigte Staaten) ist ein als Chip E. bekannter US-amerikanischer Musiker und DJ. Er gilt als einer der Begründer des Chicago House.

## Karriere
Die 1985 veröffentlichte Jack Trax gilt als eine der ersten House-Platten und war die erste Platte, die die Worte „House“ und „Jack“ enthielt. Das Magazin Street Mix hat auf dem Cover der Ausgabe Nr. 1 vom November 1986 Chip E. als „Godfather of House“ bezeichnet. Nach einem Vertragsstreit beendete er seine Tätigkeit bei einem Plattenlabel und zog sich für fünf Jahre komplett aus dem Musikgeschäft zurück.
Später gründete er in Chicago das Videoproduktions-Unternehmen highlevelproductions. Im Jahr 2005 führte Eberhart bei der Dokumentation The UnUsual Suspects: Once Upon a Time in House Music Regie. Der Film zeigt die Entwicklung der House Music anhand von Interviews mit Künstlern wie Loleatta Holloway, Steve 'Silk' Hurley, Marshall Jefferson, Frankie Knuckles und Jesse Saunders.

## Diskografie (Auswahl)
- 1985: Chip E. – Jack Trax (Gotta Dance Records)
- 1985: Chip E. Inc. featuring K. Joy – Like This (D.J. International Records)
- 1986: Chip E. – If You Only Knew (D.J. International Records)
- 1986: Chip E. – Time To Jack (Underground)
- 1986: House People – Godfather Of House (Underground)
- 1986: House People – Jack Me Frankie - Power House (Underground)
- 1994: Ram Jac & Chip E. – Safe Sax (Link Records)
- 2005: Cassio Ware, Chip E. & The OG's – I Wanna See You Freak (Like Dis) (Dopewax)